# Yes I Am (álbum de Melissa Etheridge)
Yes I Am (traducción literal: Sí, lo soy) es el cuarto álbum de estudio de la cantautora estadounidense Melissa Etheridge, publicado el 21 de septiembre de 1993 por Island Records y producido por Etheridge y Hugh Padgham.

## Temática
El periodista y crítico Stephen Thomas Erlewine se refirió a la temática del álbum en su reseña en AllMusic: «Melissa Etheridge no había salido del clóset cuando lanzó Yes I Am en 1993, pero es difícil no notar la afirmación desafiante implícita en el título del álbum. Este sentido de identidad sexual apenas disimulado se filtra en las letras y también impregna la música, que quizá sea la más segura y decidida que haya hecho hasta entonces». Erlewine afirmó que encontró algunas influencias del sonido de artistas como Janis Joplin y Bruce Springsteen.
En una entrevista de 2018, Etheridge explicó que Yes I Am era en realidad el título de una canción de amor escrita para un álbum anterior. Sin embargo, le resultó interesante y divertido ver cómo el público lo interpretó como una afirmación de su identidad, justo cuando decidió hablar abiertamente de su orientación sexual.
El portal EDGE Media Network lo incluyó en su lista de los «10 álbumes queer esenciales», y la revista GO lo ubicó en la segunda posición de su lista de «álbumes de Melissa Etheridge por temática lésbica».

## Grabación y producción
Yes I Am fue grabado en los estudios A&M de Los Ángeles, California y contó con la producción de Etheridge y Hugh Padgham, quien además se desempeñó como ingeniero de sonido. Padgham había trabajado principalmente con artistas y bandas británicas, entre ellos Genesis, David Bowie y Sting. También produjo el siguiente álbum de Etheridge, Your Little Secret.
Los músicos principales que acompañaron a Etheridge fueron Kevin McCormick (quien había coproducido sus discos anteriores), Mauricio Fritz Lewak, Waddy Wachtel y Scott Thurston. Pino Palladino reemplazó a McCormick en varias canciones, y David Sutton lo sustituyó en un tema. Ian McLagen y James Fearnley también participaron en la grabación del disco.

## Desempeño comercial
El álbum alcanzó la decimoquinta posición en la lista de éxitos Billboard 200 en Estados Unidos y se ubicó segundo en la lista Album Top 100 de los Países Bajos. En el listado Canadian Top Albums logró escalar hasta la casilla número 18. Obtuvo además la certificación de séxtuple platino en Estados Unidos en 1996 y de doble platino en Canadá en 1995.

## Recepción

### Crítica
En su reseña, Billboard señaló que «al trabajar por primera vez con Etheridge, el veterano productor [Hugh] Padgham no alteró la fórmula que convirtió los tres primeros trabajos de la cantautora en clásicos del rock. Aquí, triunfa con el sencillo principal de tintes bluseros "I'm The Only One" y con los temas "If I Only Wanted To", "Come To My Window" y "All-American Girl"».
Escribiendo para Allmusic, Erlewine afirmó que Yes I Am «es el trabajo más profesional que [Etheridge] haya hecho, ya que interpreta estos temas con un nivel de sofisticación más propio de las páginas de estilo de vida de los periódicos que del rock & roll. De este modo, se preparó para enfrentarse a la fama durante la segunda mitad de los años 1990».

### Premios
| Año  | Premio                 | Categoría                                   | Obra                | Resultado | Ref.   |
| ---- | ---------------------- | ------------------------------------------- | ------------------- | --------- | ------ |
| 1994 | GLAAD Media Award      | Artista musical destacado                   | Yes I Am            | Ganadora  | [ 14 ] |
| 1995 | GLAAD Media Award      | Video musical destacado                     | «I'm the Only One»  | Ganadora  | [ 15 ] |
| 1995 | Premios Grammy         | Mejor canción de rock                       | «I'm the Only One»  | Nominada  | [ 16 ] |
| 1995 | Premios Grammy         | Mejor canción de rock                       | «Come to My Window» | Nominada  | [ 16 ] |
| 1995 | Premios Grammy         | Mejor interpretación vocal de rock femenina | «Come to My Window» | Ganadora  | [ 16 ] |
| 1996 | Premio ASCAP Pop Music | Compositora pop del año                     | Ella misma          | Ganadora  | [ 17 ] |
| 1996 | Premio ASCAP Pop Music | Canciones más tocadas                       | «Come to My Window» | Ganadora  | [ 18 ] |
| 1996 | Premio ASCAP Pop Music | Canciones más tocadas                       | «I'm the Only One»  | Ganadora  | [ 18 ] |
| 1996 | Premio ASCAP Pop Music | Canciones más tocadas                       | «If I Wanted To»    | Ganadora  | [ 18 ] |

## Lista de canciones
Todas las canciones escritas por Melissa Etheridge.
1. «I'm the Only One» – 4:54
2. «If I Wanted To» – 3:55
3. «Come to My Window» – 3:55
4. «Silent Legacy» – 5:22
5. «I Will Never Be the Same» – 4:41
6. «All American Girl» – 4:05
7. «Yes I Am» – 4:24
8. «Resist» – 2:57
9. «Ruins» – 4:53
10. «Talking to My Angel» – 4:48

Fuente:

## Créditos
- Melissa Etheridge – voz, guitarras, producción
- Waddy Wachtel – guitarra eléctrica
- Scott Thurston – teclados
- Kevin McCormick – bajo
- Mauricio Fritz Lewak – batería, percusión
- Pino Palladino – bajo
- David Sutton – bajo en «All American Girl»
- James Fearnley – acordeón en «Talking to My Angel»
- Ian McLagan – órgano Hammond en «I Will Never Be the Same»

- Hugh Padgham –producción, ingeniería de sonido
- Greg Goldman – asistente de ingeniería
- John Aguto – asistente de ingeniería
- Mike Baumgartner – asistente de ingeniería
- Bob Ludwig – masterización

Fuente: